# Municipio de Natividad
El municipio de Natividad es uno de los 570 municipios que conforman al estado mexicano de Oaxaca. Pertenece al distrito de Ixtlán, dentro de la región sierra norte. Su cabecera es la localidad homónima. Es el municipio más pequeño de todo México

## Geografía
El municipio abarca 2.09 km² y se encuentra a una altitud promedio de 2000 m s. n. m., oscilando entre los 1800 y los 2400 m s. n. m.
Colinda al norte y oeste con el municipio de Capulálpam de Méndez; al este y sur con los municipios Capulálpam de Méndez y Santiago Xiacuí.

## Demografía
De acuerdo al último censo, realizado por el INEGI en 2010, en el municipio habitan 586 personas. La densidad de población es de 280 individuos por kilómetro cuadrado.